# تشارلز سكريفن
تشارلز سكريفن (بالإنجليزية: Charles Scriven)‏ هو عالم عقيدة أمريكي، ولد في 1945 في برينفيلي في الولايات المتحدة.